# Брокен-Бов (Небраска)
Брокен-Бов (англ. Broken Bow) — місто (англ. city) в США, в окрузі Кастер штату Небраска. Населення — 3506 осіб (2020).

## Географія
Географічний центр Небраски розташовано приблизно за 16 км на північний захід від Брокен-Бов.
Брокен-Бов розташований за координатами 41°24′19″ пн. ш. 99°38′24″ зх. д. / 41.40528° пн. ш. 99.64000° зх. д. (41.405410, -99.639870).  За даними Бюро перепису населення США в 2010 році місто мало площу 4,91 км², уся площа — суходіл.

## Демографія
Згідно з переписом 2010 року, у місті мешкало 3559 осіб у 1575 домогосподарствах у складі 909 родин. Густота населення становила 725 осіб/км².  Було 1730 помешкань (353/км²).
Расовий склад населення:
| - 95,7 % — білих - 0,7 % — корінних американців - 0,4 % — чорних або афроамериканців - 0,1 % — азіатів - 1,3 % — осіб інших рас |

До двох чи більше рас належало 1,7 %. Частка іспаномовних становила 2,8 % від усіх жителів.
За віковим діапазоном населення розподілялося таким чином: 24,8 % — особи молодші 18 років, 53,0 % — особи у віці 18—64 років, 22,2 % — особи у віці 65 років та старші. Медіана віку мешканця становила 41,9 року. На 100 осіб жіночої статі у місті припадало 89,0 чоловіків;  на 100 жінок у віці від 18 років та старших — 82,5 чоловіків також старших 18 років.
Середній дохід на одне домашнє господарство  становив 70 098 доларів США (медіана — 41 027), а середній дохід на одну сім'ю — 85 756 доларів (медіана — 54 519). Медіана доходів становила 46 161 долар для чоловіків та 30 781 долар для жінок. За межею бідності перебувало 12,5 % осіб, у тому числі 8,5 % дітей у віці до 18 років та 11,1 % осіб у віці 65 років та старших.
Цивільне працевлаштоване населення становило 1928 осіб. Основні галузі зайнятості: освіта, охорона здоров'я та соціальна допомога — 26,3 %, виробництво — 16,0 %, роздрібна торгівля — 15,1 %.

## Сільське господарство
У трьох кілометрах на південь від Брокен-Бов розташований найбільший в Небрасці відгодівельних майданчик великої рогатої худоби, що вміщає до 85 000 голів худоби.

## Культура
Брокен-Бов згадується в американському постапокаліптичному телесеріалі Єрихон, у серіалі Секретні матеріали, серіалі Надприродне і у фільмі Про Шмідта.